# Null条件演算子
Null条件演算子 (英: null-conditional operator) とは、第一項がnull（ヌルポインタ: null pointerまたはヌル参照: null reference）でない場合に第二項の結果を返し、nullである場合にnullを返す演算子である。nullでないことのチェック処理の記述を回避し、安全にメソッドチェーンやプロパティチェーンを行うために用いられる。メンバーアクセス演算子.は第一項がnullの場合に実行時エラー（例えばJavaの場合NullPointerException）が発生するが、Null条件演算子の場合はnullの検出が自動化され、以降のメソッド呼び出しやフィールド／プロパティの評価を行わずにnullをその結果として返す。Null条件演算子はGroovy、Swift、Ruby、C#、VB.NET、Kotlin、CoffeeScriptなどで実装されている。Null条件演算子は言語によってsafe navigation operator、optional chaining operator、safe call operator、null-conditional operatorなど様々な名称で呼ばれ、共通した名称はないが、英語圏においてはsafe navigation operatorが広く用いられる。
Null条件演算子を使用する主な利点は、nullチェック時に過剰にネストが深くなる問題 (pyramid of doom) を回避できることである。

## 例
特に断りがない限り、コード例における各シンボルは以下の条件であるとする。
- articles変数: Articleクラス型の配列
- Articleクラス: Personクラス型のプロパティまたはフィールドとしてAuthor or authorを持つ
- Personクラス: 文字列型のプロパティまたはフィールドとしてName or nameを持つ

### C#
C#は6.0以降でnull条件演算子?.、?[]をサポートする。
```
string
 
name
 
=
 
articles
?
[
0
]
?.
Author
?.
Name
;

```

### VB.NET
VB.NETは14以降でnull条件演算子?.、?()をサポートする。
```
Dim
 
name
 
As
 
String
 
=
 
articles
?
(
0
)
?
.
Author
?
.
Name

```

### Groovy
safe navigation operator:
```
def
 
name
 
=
 
article
?.
author
?.
name

```

### Objective-C
多くの場合で通常の.演算子をnullを考慮しないで表記することができる。
```
NSString
 
*
name
 
=
 
article
.
author
[
0
].
name
;

```

### Swift
optional chaining operator:
```
let
 
name
 
=
 
article
?.
author
?.
name

```

optional subscript operator:
```
let
 
author
 
=
 
articles
?[
0
].
author

```

### Ruby
Rubyは2.3.0よりsafe navigation operatorをサポートし、&.と表記する。ぼっち演算子 (lonely operator)という名称も与えられている。
```
name
 
=
 
article
&.
author
&.
name

```

### Kotlin
safe call operator:
```
val
 
name
 
=
 
article
?.
author
?.
name

```

### Perl 6
safe method call:
```
my
 
$name
 = 
$article
.?
author
.?
name
;

```

### JavaScript
ECMAScript 2020以降でオプショナルチェイニング（Optional chaining）演算子をサポートする。
```
const
 
name
 
=
 
articles
?
.[
0
]
?
.
author
?
.
name

```